# Peitz
Peitz település Németországban, azon belül Brandenburgban. Lakosainak száma 4452 fő (2023. december 31.).

## Népesség
A település népességének változása:
| Lakosok száma | 4445 | 4362 | 4383 | 4333 | 4427 | 4452 |
|               | 2015 | 2017 | 2019 | 2021 | 2022 | 2023 |